# Messali Hadj
Pour les articles homonymes, voir Hadj (homonymie).
Ahmed Messali dit Messali El-Hadj (en arabe : مصالي الحاج), né à Tlemcen (Algérie), le 16 mai 1898, et mort à Gouvieux (Oise), le 3 juin 1974, est un homme politique algérien ayant joué un rôle pionnier dans le processus menant à l'indépendance de l'Algérie, qu'il réclame dès 1927. À ce titre, il est le fondateur du Parti du peuple algérien (PPA), du Mouvement pour le triomphe des libertés démocratiques (MTLD) et du Mouvement national algérien (MNA). Messali Hadj crée le MNA dans un contexte de lutte fratricide engagée contre le Front de libération nationale (FLN) pour la direction de la lutte armée. Dès 1957, le MNA est décapité par le FLN et Messali Hadj privé de tout rôle politique au sein des instances dirigeantes de la lutte armée pour l'indépendance de l'Algérie.

## Parcours politique
Pionnier de l'idée d'indépendance,,, père du nationalisme algérien,,,,,, il est aussi considéré comme père du nationalisme nord-africain par beaucoup de personnalités maghrébines et européennes, notamment Habib Bourguiba. Messali Hadj est le fondateur des premières organisations indépendantistes algériennes, il est nommé secrétaire de l'Étoile nord-africaine (ENA). Après sa dissolution, Messali fonde en 1937 le Parti du peuple algérien (PPA).
Après son interdiction par la France, il fonde le Mouvement pour le triomphe des libertés démocratiques (MTLD) en 1946, vivier dans lequel vont naître les cadres de la lutte de libération nationale, et il sera le chef national de l'Organisation spéciale, la branche armée du PPA clandestine créée lors du congrès du MTLD. Le congrès charge Mohamed Belouizdad d'être responsable du recrutement et de la formation des hommes à la lutte pour l'indépendance de l'Algérie.
Il fonde en 1954 le Mouvement national algérien et s'oppose militairement au Front de libération nationale. L'argent de la ligue arabe servait à mener la lutte contre le MNA en France. En 1957, Messali Hadj appelle à la cessation des attentats, il invite ses partisans à déposer les armes. L'affaire de Bellounis pousse plusieurs partisans du MNA à rejoindre les rangs du FLN.[réf. nécessaire]
Après l'indépendance, le FLN « jette un voile pudique » sur cette guerre entre le MNA et le FLN. Officiellement, Messali Hadj ne sera pas jugé. Il demandera et obtiendra la nationalité algérienne en 1965, mais son passeport algérien, trois fois refusé, lui sera accordé seulement vers fin avril 1974, au moment où son état de santé se dégradait.
À sa mort en 1974, il est rapatrié et est inhumé à Tlemcen le 7 juin.

## Biographie

### Origine et éducation

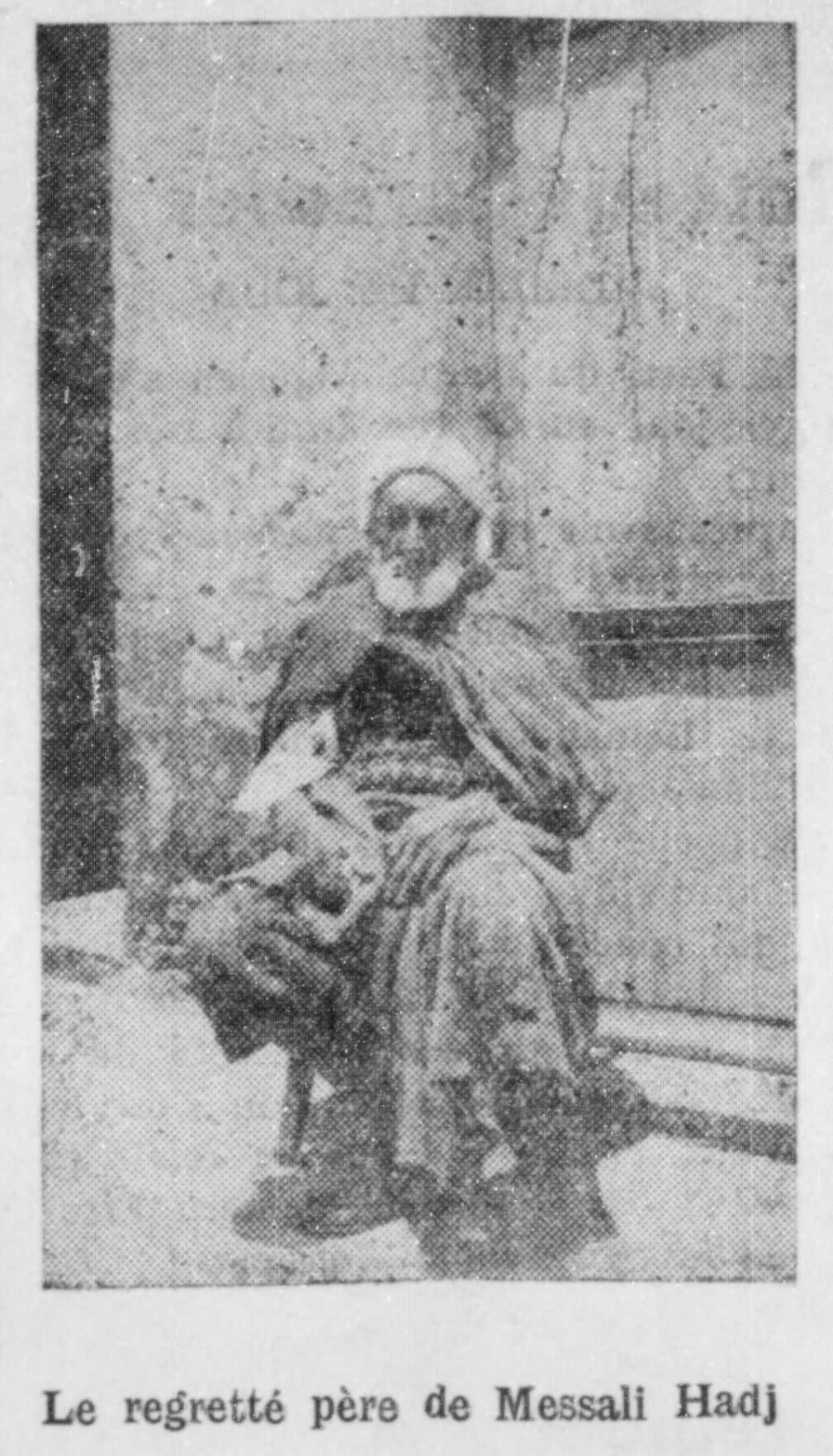
Hadj Ahmed Messali est décédé en mars 1938.

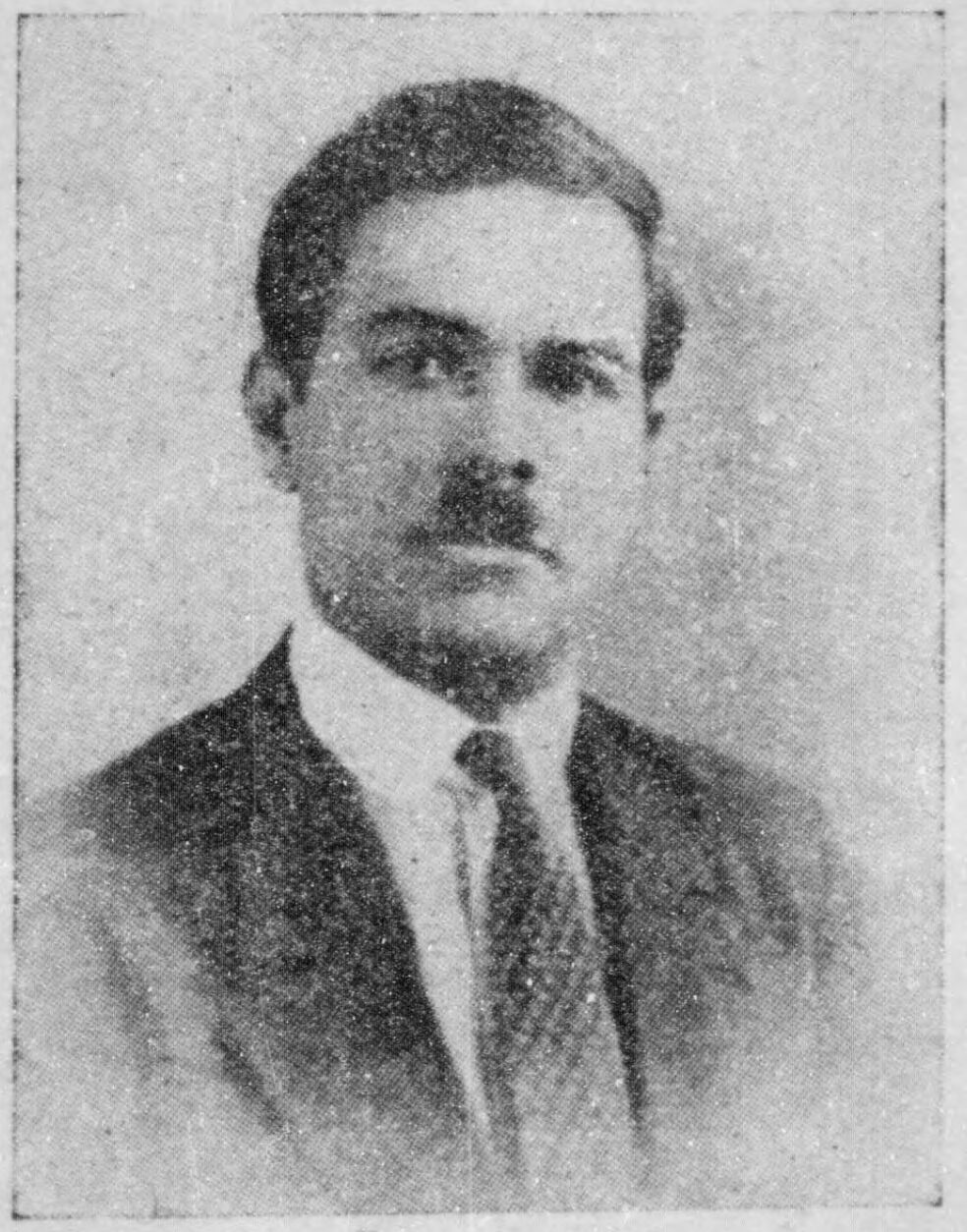
Messali Hadj en 1934

Messali Hadj est le fils du Hadj Ahmed Messali et de Ftéma Sari Ali Hadj-Eddine. Son grand-père maternel était cadi et membre de la confrérie des Derkaoua. Son père est d'origine koulougli. Sa mère est issue d'une famille d'origine andalouse.
La maison des Messali se trouvait à Tlemcen, elle était située non dans le quartier réservé aux Koulouglis, mais à Bab El Djiyad près du Bastion français, ancien bordj turc (caserne de contrôle) ; elle comprenait seulement une pièce sans fenêtre. Les Messali vivaient du revenu d'une propriété de quatre hectares située au Saf Saf, propriété qui appartenait à plusieurs familles. Messali Hadj travaillait la terre lors de son jeune âge ; après le travail il pouvait jouer. Son père était assez sévère, sa mère était pieuse. Le père de Messali était cordonnier. La famille respectait la tradition, les fêtes et la pratique de la religion musulmane.[réf. nécessaire]
À sept ans, il est inscrit dans une école primaire française. Son père refuse l'école coranique, car selon lui, en apprenant le français, son enfant pourra se défendre vis-à-vis des Français pour demander ses droits.
Messali Hadj a des capacités d'observation et de mémorisation importantes.
En 1916, il quitte l'école ; il était attaché au sport et à la musique. Il continue à fréquenter la zaouïa Derkaoua. En 1917, il effectue son service militaire en France à Bordeaux.

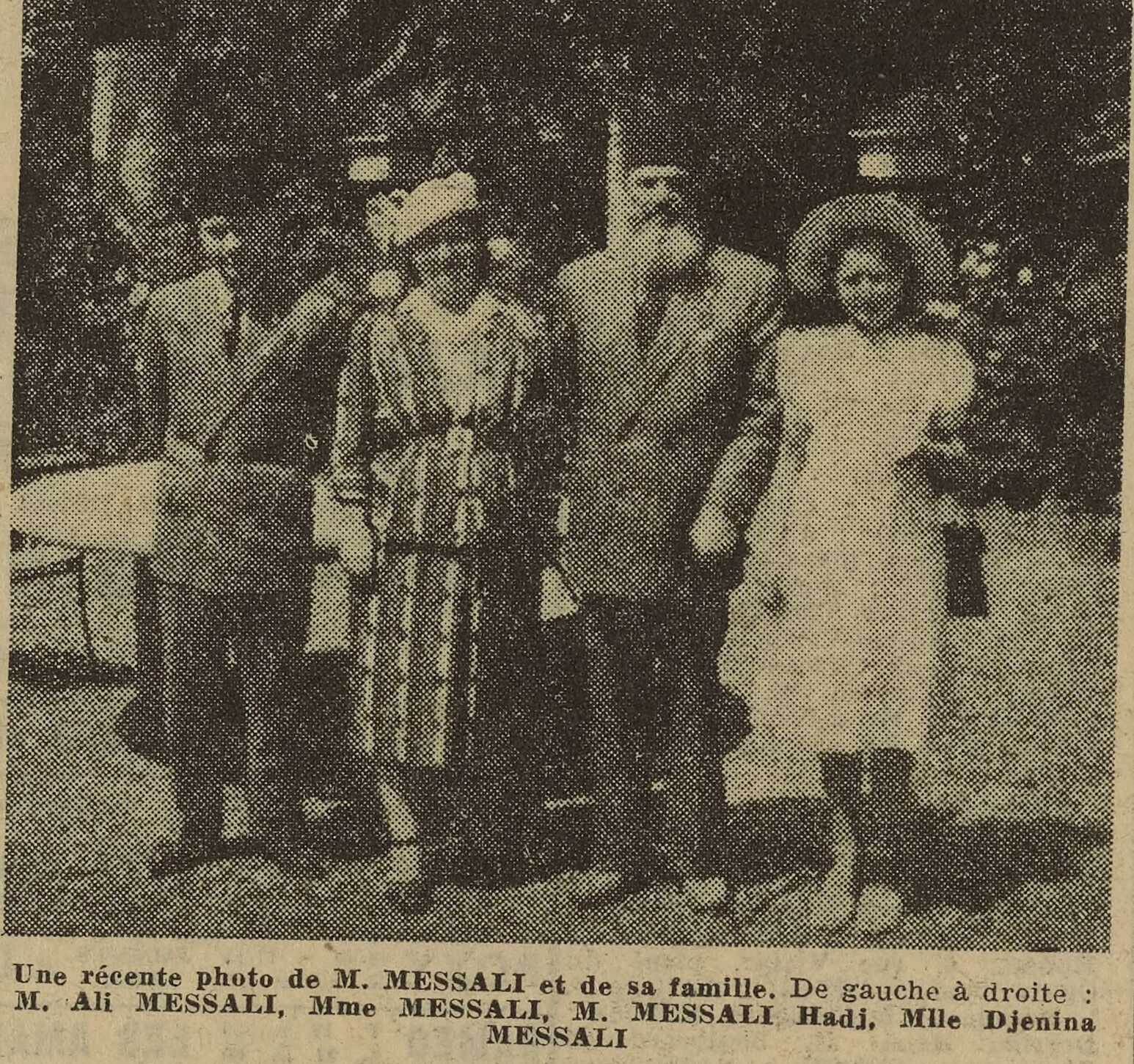
Messali Hadj et sa famille, M. Ali Messali, Mme Messali, M. Messali Hadj, Mlle Djenina Messali

### Parcours dans le Parti communiste français
Il émigre à Paris après la Première Guerre mondiale, fréquente le Parti communiste français (PCF) et rencontre une militante anarcho-syndicaliste française Émilie Busquant qui restera sa compagne jusqu'à la mort de celle-ci en 1953 ; le couple aura deux enfants : Ali (1930-2008) et Djanina (1938-).

### Étoile nord-africaine
Dès 1926, il est élu président et fait partie des membres fondateurs de l'Étoile nord-africaine (ENA), il dénonce l'arbitraire dont est victime le peuple algérien et pose le problème de l'indépendance nationale.
En 1927, avec Abdelkader Hadj Ali et d'autres compatriotes, Messali Hadj dressera la base d'un programme, bien que plus étendu, se résumant à :
1. L'indépendance totale des trois pays d'Afrique du Nord « Algérie, Tunisie et Maroc » ;
2. L'unité du Maghreb ;
3. La terre aux fellahs ;
4. Création d'une assemblée constituante au suffrage universel ;
5. La remise en toute priorité à l’État des banques, des mines, des chemins de fer, des ports et de tous les services publics que détenait la France[22].

### Formation du Parti du peuple algérien
Malgré les tracasseries de l'administration française, emprisonné à maintes reprises et déporté, il continue à militer après la dissolution de l'ENA par le Front populaire en janvier 1937. Il participe alors à la fondation du Parti du peuple algérien (PPA) le 11 mars 1937. Il est élu président du parti à sa fondation.
C'est lors de la parade du 14 juillet 1937 organisée par le Parti communiste algérien (PCA) au nom du Front populaire français, que le drapeau algérien, confectionné par Mme Messali, est déployé pour la première fois dans les rues d'Alger. Sous l'influence de Chekib Arslan il s'éloigne alors du Parti communiste, hostile à l'idée d'indépendance. En 1941, il est condamné aux travaux forcés et les manifestations demandant sa libération sont une des causes des manifestations à Sétif en mai 1945, violemment réprimées.

### Drapeau algérien
Hocine Benachenhou, membre de l'ENA, choisit les couleurs du drapeau vert, blanc et rouge lors d'une réunion à son domicile à Paris en 1934, le drapeau symbolise l'Étoile nord-africaine. Le drapeau algérien avec le croissant rouge et l'étoile est confectionné par la compagne de Messali Hadj, Émilie Busquant, le 14 juillet 1937.
Le 14 juillet 1939, a lieu un imposant défilé du PPA derrière le drapeau algérien, avec en tête Émilie Busquant, Mohamed Douar, Mohamed Khider.
Émilie décède le 2 octobre 1953 à Alger ; Messali Hadj n’est pas autorisé à assister à ses obsèques. Le 9, il prononce un discours aux Algériens et aux Français devant la tombe de son épouse à Neuves-Maisons en Lorraine « pour construire une société plus humaine, plus juste où la liberté ne sera pas un vain mot ».
Le drapeau algérien fut adopté le 3 avril 1962 par le gouvernement provisoire de la République algérienne (GPRA) et officialisé par la loi du 25 avril 1963.[réf. nécessaire]

### Messali Hadj, le régime de Vichy, l'Allemagne nazie et l'antisémitisme
Le PPA est marginalisé par le gouvernement français, les communistes, et les réformistes du Congrès musulman. Selon Laskier, les dirigeants du PPA soutenaient que les Juifs affaiblissaient la France, que le décret Crémieux avait transformé les Juifs algériens en un élément privilégié de plus et les a rendus hostiles à la population arabo-berbère. Messali Hadj, fondateur du Parti du Peuple algérien, est traité par les Français, ainsi que ses séides, de collaborateurs, à cause des liens qu’il a entretenus avec l’Allemagne nazie.
En 1936, l'association antiraciste LICA voulant rassembler fraternellement dans sa lutte tous les milieux, tend la main à Messali Hadj mais l'ENA exige un préalable d'antisionisme avant une éventuelle collaboration. Hadj participe notamment à une manifestation commune présidée par Bernard Lecache, le 5 février 1937 à la Mutualité où il demande à ses partisans qui l'avaient perturbée de « rester toujours d’accord avec nous, dans le Rassemblement populaire contre l’antisémitisme et contre le racisme, et toujours unis avec les chrétiens et les juifs » . Pour autant, de prétendues rumeurs d'antisémitisme de Messali Hadj les mois suivants « jettent le trouble au sein de la LICA » et possiblement l'attachement des Juifs à l'autorité française contre laquelle les Algériens luttaient, poussent la LICA à s'éloigner définitivement de Hadj en 1938.
Toutefois, selon l'historien Benjamin Stora, de sa prison où il se trouvait depuis août 1937, Messali Hadj, qui continuait à diriger le PPA, participait au débat sur les orientations à suivre à l'égard des puissances de l'Axe et appuyait la fraction hostile à toute collaboration avec l'Allemagne nazie.
Trois jours avant le déclenchement de la Seconde Guerre mondiale, le 26 août 1939, le PPA était interdit. Dès la défaite de la France en juin 1940, la population européenne d'Algérie se rallia au maréchal Pétain. À peine libéré, à l'inverse de F. Abbas qui se range sous le drapeau français, Messali Hadj écrit dans El Ouma : « L'Afrique du Nord n'est rattachée à la France par aucun sentiment, si ce n'est par la haine que cent ans de colonisation ont créée dans nos cœurs. Au nom de la République française, 60 millions d'êtres humains subissent la plus ignoble servitude. Notre patrie est le Maghreb et nous lui sommes dévoués jusqu'à la mort. Si vouloir vivre en hommes libres c'est être anti-français alors nous le sommes et nous le serons toujours. Le colonialisme français cessera peut-être d'exister chez nous, sans laisser d'autres traces que le souvenir d'un cauchemar ».
Messali Hadj lui-même a révélé, dans une interview parue dans Combat le 26 juillet 1946, avoir fait l'objet, en 1940, de sollicitations de la part de divers gouvernements, dont celui de Vichy. Dans sa biographie consacrée à Messali Hadj, extraite de sa thèse de doctorat, Benjamin Stora souligne que : « il est maintenant établi de manière certaine que Vichy sollicita Messali pour collaborer avec le gouvernement Pétain. C'était le capitaine Schœn des services de liaisons nord -africaines qui était chargé de ces opérations. Messali défendit fermement ses convictions : "Tu diras à Schœn que ma déclaration, je la ferai devant le tribunal militaire" ».
Les avances hitlériennes n'eurent pas davantage de succès. L'envoyé des Allemands, El Mahdi, repartit bredouille à Berlin. Le témoignage d'Omar Oussedik confirme cela : « Pour nous, le rôle de Lamine Debaghine était de préparer l'insurrection, mais nous, nous reconnaissons d'une manière incontestable, le rôle de leader de Messali. et cela pour deux raisons : sa perspicacité quant aux refus de suivre l'Axe, son accord pour la lutte armée »,.

### Le contexte du 8 mai 1945
En 1944 Messali Hadj est libéré et placé en résidence surveillée et transféré en 1945 à Brazzaville. L'arrestation suscite une grande émotion dans les milieux nationalistes algériens. Le 1er mai ainsi que le 8 mai étaient l’occasion pour le peuple de demander la libération de Messali. « Les plus radicaux demandent l’indépendance par la lutte armée ».

### Mouvement pour le triomphe des libertés démocratiques
Le parti fut déchiré par une crise interne, plusieurs courants émergent dont les messalistes, les centristes et les neutralistes. Après l'échec des neutralistes, dans un but de réconciliation, les centristes et les neutralistes s'unissent dans le FLN. Les Messalistes se regroupent autour du MNA.[réf. nécessaire]

### Mouvement national algérien et lutte contre le FLN
En 1954, il fonde le Mouvement national algérien (MNA) qui s'oppose au FLN et qui est le seul parti d’inspiration socialiste à ne pas être absorbé dans le front combattant pour l’indépendance. La lutte fratricide entre « messalistes » et « frontistes », au sein même du mouvement de libération est extrêmement sanglante, tant en Algérie qu'en métropole, dans l'immigration. Assigné à résidence à Angoulême (Charente), Messali Hadj perd peu à peu son influence. Le gouvernement français tentant cependant de profiter des rivalités internes au mouvement nationaliste algérien essaye de faire participer le MNA aux négociations d’indépendance qui ont lieu à partir de 1961. Le FLN s’y oppose, ce qui déclenche de nouveaux règlements de comptes entre les partisans de ces deux organisations[réf. nécessaire].

Le refus du MNA de se dissoudre dans un FLN, entraîne la rupture entre les deux organisations. Abane Ramdane, qui joue un rôle décisif dans l'organisation des réseaux FLN, menacera par la suite dans un tract les messalistes : 

« Le tribunal de l'ALN sera impitoyable envers les traîtres et les ennemis de la patrie. »

Abane ordonne[Quand ?] à Yacef Saadi de former un commando pour tuer Benyoucef Benkhedda. Lors de l'arrestation de Terbouche Mourad, premier chef de la fédération FLN en France, l'enquête révéla que lors d'une réunion tenue à Zurich le 23 mai 1955, Boudiaf, Ali Mahsas et Yacef Saadi avaient décidé de liquider les principaux dirigeants du MNA à commencer par Messali Hadj.
Abane Ramdane donne l'ordre à Amirouche Aït Hamouda de liquider les maquis du MNA (Bouira, Draâ El Mizan, les Ouadhia, Guergour, Guenzet). Au même moment en mai 1955, le procès de Mostefa Ben Boulaïd se déroule au tribunal militaire d'Alger, il est condamné à mort, Un comité à Paris pour sa libération est formé avec le soutien du MNA.
Messali Hadj fut libéré de prison en 1958 et choisit de résider en France, mais reste sous surveillance policière. Le 18 septembre 1959, il échappe de peu à un attentat pendant un footing avec ses gardes du corps à Chantilly, les assaillants seraient selon Messali Hadj des Algériens. Messali s'incline devant le FLN le 22 janvier 1961 et donne consigne à son parti de laisser celui-ci mener les négociations avec le Gouvernement provisoire de la République algérienne. Au sommet des tensions entre les deux mouvements indépendantistes, les assassinats ciblés se généralisent. En 1956, Choaïb Belbachir, petit-fils de Cadi et messaliste tlemcenien, est personnellement menacé de mort par Ben Bella. Il s'enfuit pour la France et s'installe au Maroc. Le bilan de la guerre fratricide entre le MNA et le FLN fait 10 000 morts et 25 000 blessés dans les deux camps.

### Messali et Ben Boulaïd
Selon la version du film[pas clair] Mostefa Ben Boulaïd, ce dernier étant membre du Comité central du Mouvement pour le triomphe des libertés démocratiques (MTLD), essaya vainement en compagnie de Salah Maiza et Hamoud el Hachemi, de convaincre Messali, de taire ses divergences avec la direction du parti pour engager le MTLD dans la voie de la lutte armée. À cet effet, il se rend à Niort pour voir Messali, et a de longues conversations quotidiennes avec lui du 23 au 26 février 1954.[réf. nécessaire]
Mohammed Harbi indique, lui, que Mostefa Ben Boulaïd a appelé à la lutte au nom de Messali et que le 2 novembre, ce sont les messalistes (ex membres du parti de Messali) qui ont construit l'Algérie[pas clair]. Messali n'était pas hostile à l'insurrection, car il préparait l'insurrection avec le CNR issu du Congrès d'Hornu auquel 360 membres assisteront sauf Mostefa Ben Boulaïd qui restera neutre. Ce dernier devait rendre compte à Messali Hadj chef national de l'Organisation spéciale, le bras armé clandestin du MTLD, car Mostefa Ben Boulaïd en était le responsable en Algérie. Mostefa Ben Boulaïd signale à Messali Hadj l'intention de mener la lutte armée en juillet 1954. Messali lui indique alors que la lutte est programmée après la session de l'ONU, il lui signale également la crise profonde et la refonte du MTLD. Mais, Mohamed Boudiaf précipite les événements, car il est poussé par Nasser pour réussir à torpiller l'action armée des messalistes. L'éloignement de Messali Hadj du sol national et de l'appareil du parti feront le reste, le déchirement de la suite de la révolution, car la scission du PPA et du MTLD remet en cause tout le mouvement contestataire de l'Algérie. Le mouvement révolutionnaire est divisé en trois tendances.

### Condamnation de la gauche stalinienne, soutien de Camus

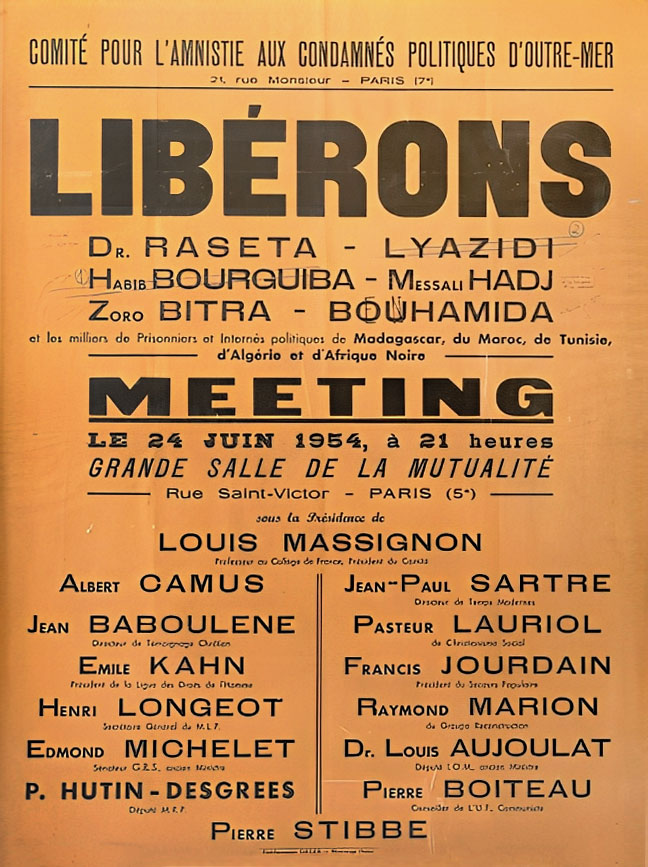
Affiche du meeting demandant la libération notamment de Messali Hadj, des prisonniers et internés politiques de Madagascar, du Maroc, de Tunisie, d’Algérie et d’Afrique noire, en présence d'Albert Camus, 24 juin 1954.

Albert Camus fut un ami de Messali Hadj. Il dénoncera les attaques du FLN à l'encontre des syndicalistes algériens proches de messalistes. Albert Camus et Messali Hadj militaient ensemble au Parti communiste français et algérien. Lorsqu'eut lieu la guerre fracticide entre le MNA et le FLN en France, la revue La Révolution prolétarienne débute. Camus s'engage pour que les autorités coloniales françaises cessent de persécuter Messali Hadj et dénonce son expulsion de France en octobre 1954 et son arrestation en Algérie.
Inversement, les intellectuels proches de Sartre, représentés notamment par Francis Jeanson soutiennent nettement le FLN et font campagne contre Messali Hadj et le MNA. Ainsi, Jeanson soutient que Messali est le « saboteur » de la lutte de libération, « l'organisateur du racket contre les commerçants », « l'instrument aveugle des trotskystes et l'allié de la police française et de Soustelle ».
Selon l'historien Jacques Simon, qui fut lui-même engagé dans le combat du MNA, la « virulence des attaques » de Jeanson « vise à camoufler les massacres de cadres messalistes par les tueurs de Yacef Saadi, recrutés dans la pègre, appeler à la répression des forces de l'ordre contre le MNA et négocier la paix en Algérie avec le seul FLN »,. Accusations qui sont proches de celles de l'avocat de Messali Hadj, Yves Dechezelles, dans La Révolution prolétarienne, qui critique L’Algérie hors la loi de Francis et Colette Jeanson (amis de Sartre), « désapprouvant le soutien sans condition de la gauche au FLN. Il importe de rappeler que Francis Jeanson était l'auteur de la critique de L'Homme révolté dans Les Temps modernes. Celle-ci avait conduit à la rupture avec Sartre. C’est avec une grande lucidité que Dechezelles démontre, grâce à de longues citations, que Francis et Colette Jeanson avaient pour seul objectif de discréditer Messali Hadj auquel ils reprochaient contre toute réalité de n’avoir aucune influence, de coopérer avec la police coloniale française et finalement d'être trotskiste. En tenant ces propos diffamants, Jeanson et Sartre suivaient une ligne clairement orthodoxe et stalinienne »,.

« [L'historien Mohammed Harbi] dira que les membres du MNA ont joué, pour le FLN, le rôle des trotskistes, poursuivis, assassinés, accusés de trahison. Négocier avec De Gaulle c'était de leur part trahir, de la part du FLN, sauver l'avenir de l'Algérie, du socialisme. »

### Après l'indépendance de l'Algérie
Le PPA de Messali fut écarté de la campagne du référendum sur l'indépendance de l'Algérie par le FLN en juin 1962.
Messali Hadj n'obtient la nationalité algérienne qu'en 1965.[réf. nécessaire]
Son rôle dans la fondation du nationalisme algérien est toujours minoré par les autorités algériennes actuelles[réf. nécessaire].
Il meurt à Gouvieux le 3 juin 1974 sans avoir pu revoir son pays natal. Il est inhumé le 7 juin à Tlemcen.[réf. nécessaire]

## Résumé chronologique

### Les années de militantisme
À l'âge de 10 ans, Messali Hadj est élève à la médersa de la zaouïa derkaouia du Cheikh Benyelles,. C'est là qu'il s'imprègne de l'esprit de la confrérie qui le guidera durant toute sa vie : « défendre le bien, combattre le mal »[non pertinent].
En 1918, il fait trois années de service militaire à Bordeaux qui contribueront à son éveil politique.
En 1921, il est de retour à Tlemcen. Dans un café de la ville fréquenté par des officiers français, il grimpe sur une table et crie à tue-tête : « Vive Mustapha Kemal Pacha ! » glorifiant Atatürk, l'idole des masses musulmanes à cette époque. Cela lui vaudra une convocation au commissariat de police,.
En 1923, il s'installe à Paris et rencontre Émilie Busquant. Il adhère à l'association apolitique Fraternité musulmane, fréquentée également par le peintre Nasreddine Étienne Dinet, où son intervention à défendre les droits du peuple algérien fait scandale.
En 1924, Messali Hadj se lie d'amitié avec Abdelkader Hadj Ali, militant du Parti communiste français (PCF).
En 1925, il adhère au PCF et à la Confédération générale du travail unitaire.
En 1926, il devient président fondateur de l'Étoile nord-africaine.
En 1927, année de propagande dans les cafés algériens de la région parisienne pour parfaire l'association et élargir sa base militante. Le 27 février 1927, il assiste à Bruxelles au Congrès pour la lutte anti-impérialiste et pour l'indépendance des peuples opprimés. Les cinq continents étaient représentés par des délégations de hautes personnalités. Dans son discours, Messali Hadj expose le programme politique de l'ENA, pour ce qui a trait à l'Algérie, réclamant d'abord l'égalité de traitement avec les Français et à terme l'indépendance du pays.
En 1929, L'ENA est dissoute (le 24 avril 1929) par décision de justice. Malgré la dissolution, Messali et ses amis organisent un meeting rue de la Grange aux Belles où ils font le procès de la colonisation et dénoncent la mascarade de la célébration du centenaire de la conquête.
En 1930, les rapports avec le PCF se dégradent. Envoi d'un mémoire à la Société des Nations dénonçant un siècle d'oppression et d'exploitation et posant le problème de l'indépendance. En octobre, parution du premier numéro du journal El Ouma.
En 1933, L'ENA se dote d'un siège social au 19 rue Daguerre, dans la quatorzième arrondissement à Paris.
En 1934, malgré les interdits de la préfecture, organisation de plusieurs manifestations de propagande nationaliste à Paris, en province et en Belgique. Le 5 août 1934, plus de huit cents algériens, assistent à une assemblée générale de l'ENA au cours de laquelle est présentée pour la première fois le drapeau de l'Algérie. Le 1er novembre 1934, accusé de reconstitution de ligue dissoute, Messali Hadj est arrêté et incarcéré à la prison de la Santé.
En 1935, c'est l'année de la victoire du Front populaire aux élections municipales en France. Membre d'une délégation du Front, Messali prend part au Congrès islamo-européen de Genève. Il rencontre Chekib Arslan qui le reçoit à plusieurs reprises. Démêlés avec la justice en raison de l'affaire ENA et qui lui reproche également d'avoir suscité la désobéissance militaire chez ses compatriotes. Il entre en clandestinité.
Le 18 janvier 1936, départ pour la Suisse. À Genève il profite des relations de Chekib Arslan pour multiplier les contacts avec des nationalistes arabes. Amnistié, il rentre d'exil le 18 juin 1936 et adresse deux cahiers de revendications au gouvernement du Front Populaire. Fin juillet, il fait part aux membres de la délégation du Congrès musulman algérien de son désaccord avec leurs revendications assimilationnistes adressées aux autorités françaises. Le 2 août 1936 au stade municipal d'Alger, au meeting organisé par le Congrès pour faire le compte-rendu de sa mission en France, Messali Hadj arrache la parole et réaffirme sa lutte pour l'indépendance du pays. Cela lui vaut d'être placé sous surveillance policière. La fin de l'année est marquée par une crise avec l'association des Oulémas algériens. Après Tlemcen, Messali sillonne l'Oranie et le Constantinois afin d'expliquer le programme de l'ENA et renforcer ses structures en Algérie.
Le 25 janvier 1937 dissolution de l'Étoile Nord Africaine par le gouvernement de Léon Blum. Les militants poursuivent leurs activités politiques sous couvert d'une association Les Amis d'el Ouma. Le 11 mars 1937, création du Parti du peuple algérien. Messali Hadj en est le président. Il rentre en Algérie où le PPA obtient ses premiers succès aux élections municipales de l'été 1937. Meetings, défilés et tournée de propagande sont au programme, mais le 27 août 1937, il est arrêté et emprisonné à Maison-Carrée. Il obtient le statut de détenu politique après une grève de la faim de dix jours. Incarcéré, il participe néanmoins aux élections cantonales d'octobre. Il est élu au Conseil général de la capitale mais l'administration annule son élection.
En 1939, il est contacté en prison par des militants du parti pour entrer en intelligence avec l'Allemagne qui s'apprêtait à entrer en guerre, Messali refuse. Il est libéré le 27 août 1939. Dissolution du PPA le 26 septembre 1939. Les journaux El Ouma et le bimensuel le Parlement algérien confectionné en prison, sont interdits. Il est de nouveau arrêté le 4 octobre 1939. Le PPA va entrer dans une ère de clandestinité durant toute la durée de la guerre (1939-1945).
De nouveau condamné en 1941, et libéré deux ans plus tard, Messali Hadj fut contraint à la résidence surveillée jusqu'en 1946.
En 1945, au congrès des Amis du manifeste et de la liberté (AML), regroupant Ferhat Abbas et les élus, les oulémas et le PPA, il est adopté une motion demandant la libération de Messali reconnu « leader incontesté du peuple algérien ». Le 18 avril 1945, émeutes à Ksar Chellala. Les 1er mai 1945 et 8 mai 1945 des cortèges dans plusieurs villes d'Algérie, avec pour mot d'ordre l'indépendance du pays et la libération de Messali Hadj et ses compagnons, dégénèrent en tueries.
En 1946, après la guerre, Messali bénéficie d'une amnistie et fait son entrée en octobre à Bouzaréah, l'accès à Alger lui étant interdit. Il fait pression sur le comité central du PPA pour l'amener à accepter de participer aux élections à l'Assemblée nationale Française. Pour ce faire un nouveau parti est créé en novembre, le Mouvement pour le triomphe des libertés démocratiques, dont il devient le président. Le MTLD est la continuation du PPA dissous sur le plan légal, d'où l'appellation PPA-MTLD. Sa candidature personnelle est rejetée mais le parti obtient cinq sièges.
Lors du premier congrès du MTLD le 15 février 1947, il est décidé la création de l'Organisation spéciale, la faction armée du parti.
En 1950, début de crise au MTLD. Lors d'une réunion du comité central du parti au mois de mars, Messali espérant la « présidence à vie » et un droit de « Veto » est mis en échec par un vote en sa défaveur.
En 1951, une commission du parti présidée par Messali Hadj pour étudier la situation de l'OS affaibli par l'arrestation de nombreux militants réaffirme que le principe de la lutte armée et de l'OS est indiscutablement maintenue. Un différend à la tête du parti quant à la conduite à tenir va surgir et cela va entrainer la démission de plusieurs membres du comité directeur contestant l'attitude autocratique du président. Messali Hadj se rend en pèlerinage à la Mecque où il est reçu par le souverain wahabite, puis au Caire où il rencontre le secrétaire général de la ligue arabe.
En 1952, en tournée en Algérie, il arrive à Orléansville le 14 mai 1952. Les forces de l'ordre ouvrent le feu durant son discours, faisant deux morts et de nombreux blessés. En fin de soirée, Messali Hadj est enlevé et déporté en France, où il est placé en résidence forcée. Lors de manifestations du MTLD contre la répression du 14 mai et la déportation de Hadj, la police réagit violemment à Montbéliard, au Havre et à Charleville, faisant trois morts et des centaines de blessés.
En 1953, conflit entre Messali Hadj, toujours à Niort, et le comité central du MTLD car Messali Hadj refuse obstinément d'accepter la lutte armée comme ultime moyen de parvenir à l'indépendance. Il est lâché par les principaux cerveaux de la Révolution algérienne.
Le 23 mars 1954 apparition du Comité Révolutionnaire pour l'Unité et l'Action (CRUA) qui donnera naissance au FLN. Du 13 juillet 1954 au 15 juillet, les partisans de Messali tiennent un congrès à Hornu en Belgique ; la scission est définitive avec les centralistes. Le 1er novembre 1954 marque le début de l'action armée au nom du FLN.
En décembre création du mouvement national algérien (MNA) par Messali Hadj.
Les mois de janvier, février et mars 1955 sont marqués par des tractations entre le FLN et le MNA à Alger, au Caire et dans les maquis. Mais à l'été 1955, ces tentatives de conciliation entre FLN et MNA sont un échec.
En février et mars 1956, début de l'affrontement armé entre maquis « messalistes » et « frontistes ».
Le 1er septembre 1957, appel de Messali pour une trêve avec le FLN. En octobre, novembre 1957, la direction du MNA en France est décapitée. Le FLN prend le dessus en France et en Algérie.
Le 5 juin 1958, Messali se rallie aux propositions du général de Gaulle sur l'autodétermination.
En mai 1961, les autorités françaises tentent de faire participer Messali aux négociations d'Évian.

### Les années de privation de liberté
- 1921 à 1923 : Messali Hadj fait l'objet, à Tlemcen, de fréquentes gardes à vue au commissariat et d'emprisonnements de courte durée.
- 1er novembre 1934 : Six mois d'incarcération à la prison de la Santé à Paris, assortie du paiement d'une forte amende. Libéré le 1er mai 1935.
- 1936 : Placé plusieurs fois en garde à vue à Tlemcen.
- 27 août 1937 : Deux années de prison à la prison de Serkadji (Barberousse) puis d'El-Harrach (Alger). Relaxé le 27 juillet 1939.
- 4 octobre 1939 : Nouvelle arrestation et incarcération à El-Harrach.
- 10 mars 1941 : Transfert à la prison militaire d'Alger.
- 28 mars 1941 : Condamné à 16 ans de travaux forcés avec confiscation de ses biens. Enfermé au bagne de Lambèse jusqu'au 23 avril 1943.
- 23 avril 1943 : Résidence surveillée à Ksar el Boukhari.
- 10 décembre 1943 : Déportation à In Salah sous surveillance militaire.
- 4 janvier 1944 : Transfert à Ksar Chellala en résidence surveillée.
- 18 avril 1945 : Transfert à El-Goléa en résidence militaire à la suite de troubles à Ksar Chellala.
- 23 avril 1945 : Déporté à Bakouma au bagne au Congo-Brazzaville.
- 1er août 1946 : Messali Hadj, amnistié, s'installe à Paris.
- 13 octobre 1946 : Interdit de séjour à Paris, Messali rentre à Alger. Il vit à Bouzaréah.
- Décembre 1948 : Retour en France, à Melun puis à Brie-Comte-Robert.
- 14 mai 1952 : Déportation à Niort.
- 2 septembre 1954 : Transfert en résidence surveillée aux Sables-d'Olonne
- 6 avril 1955 : Résidence surveillée à Angoulême.
- 29 mars 1956 : Internement à Belle-Île-en-Mer.
- 13 janvier 1959 : Messali Hadj est relâché, mais surveillé de près. Il s'installe à Gouvieux près de Chantilly[61].
- En mai 1962 : Messali Hadj est libéré de sa résidence surveillée ; il est libre de ses mouvements[53].

## Controverses

### Culte de la personnalité
Le peuple considérait Messali comme « El Zaïm »,, un « prophète », le patriarche, le barbu symbole du parti et du nationalisme. Messali avait conscience de cela et se considérait chef de l'État, il envoyait des lettres à plusieurs autres présidents ou à l'ONU. Son autorité était incontestable au sein du parti. Les centralistes vont dénoncer le culte de la personnalité de Messali et son pouvoir excessif.
Le 5 novembre 1954, la France dissout le MTLD. Le MNA est fondé un mois plus tard. Le MNA a été créé pour succéder au MTLD et pour combattre les troupes d'occupation conjointement avec l'Armée de libération nationale et le PCA (les troupes de Maillot). En 1955, le FLN donne l'ordre de détruire tous les réseaux du MNA.
Le FLN bannit le culte de la personnalité: plusieurs chefs au lieu d'un, les pères de la révolution et non le père de la révolution. Messali refuse toute allégeance au FLN, son idéologie a cristallisé les fidèles dont un de ses principes toute union avec d'autres formations politiques est une trahison.
Selon Abdelhamid Zerdoum, Messali Hadj sera accusé de mégalomanie, du culte de la personnalité et de régionalisme, par les centralistes qui voulaient rénover la vision du parti par l’intérieur, car le comité révolutionnaire national (CNR) de Messali Hadj (les 9 chefs) n'a pas respecté les résolutions du congrès. Ils voulaient écarter Messali Hadj, alors ils ont devancé la date du déclenchement de la révolution de deux mois par rapport au calendrier prévu par Messali Hadj.
L’universitaire et historien Omar Carlier, propose quant à lui dans son ouvrage Le Corps du leader : construction et représentation dans les pays du Sud, une approche inédite pour évoquer la personnalité de Messali Hadj, non par le biais de son parcours politique, mais à travers l’image qu’il s’est donnée, sa gestuelle, sa tenue vestimentaire. Pour lui, le leader nationaliste doit son charisme non seulement aux idées révolutionnaires qu’il défendait, mais également à sa capacité « de s’exprimer, de se donner à voir, à se mettre en scène et son action est théâtrale, cérémonielle, protocolaire et se soutient de l’émotion autant que de la raison ».

### Révolution et réhabilitation
Personnage controversé, il sera interdit de retour en Algérie. Lors du congrès de La Soummam, Abane Ramdane condamne fermement Messali Hadj dans la plate-forme dans le chapitre « Le Messalisme en déroute » le 20 août 1956. Le problème voit le jour lors du 2e congrès d'Alger tenu par les centristes, du 13 au 16 août 1954, Messali Hadj sera exclu et le congrès d'Hornu qui a lieu du 13 au 15 juillet sans les centristes est jugé assemblée fractionnaire. Les centristes se plaignent de son culte de la personnalité et son pouvoir abusif.
Il a été récemment[Quand ?] réhabilité par le président Abdelaziz Bouteflika. À cette occasion, en 2007, l'aéroport de Tlemcen - Zenata - Messali El Hadj est rénové et portera son nom. Certains historiens tels que le Dr Rabah Belaïd se battent pour réhabiliter un homme longtemps dépeint par le FLN comme un traître,. L’histoire officielle n’a en effet pas rendu justice à tous les combattants de la guerre de la Libération. L'historien et spécialiste de la guerre d'indépendance Daho Djerbal a dénoncé le discours qui colle aux messalistes le qualificatif infamant de « traîtres à la nation ».

« Au tout début de la guerre, le premier groupe à avoir déclenché la guerre est messaliste (…). Certains de ces fidayin de Belcourt ont été arrêtés, condamnés à mort et certains ont même été exécutés. »

Il faut rappeler que les messalistes ont été les premiers à mener des actions à Alger. En 1955, il adresse un mémoire et des lettres à la Ligue arabe, à l'ONU, aux États-Unis pour rappeler son rôle historique et tenter de récupérer la paternité du déclenchement de la lutte armée.
Il faut savoir que dès le milieu des années 1970 en Algérie, les premiers travaux historiques sur la guerre d'Algérie sont publiés. Parmi les pionniers, figure l'historien Mohammed Harbi qui a ouvert ce chantier d’investigation et de déconstruction de l’histoire officielle et inaugure une autre conception de l’écriture de l’histoire de la guerre d'Algérie d'un point de vue algérien. Il évoque les forces politiques en présence, avec, au centre, la figure de Messali Hadj, à cette époque bannie de l’histoire officielle en Algérie. Il prend le contre-pied des récits unanimistes ou épiques et montre la crise profonde qui secouait le mouvement national algérien à la veille du 1er novembre 1954. L’ouvrage, publié en France aux éditions Christian Bourgois sera longtemps interdit en Algérie.
Didouche Mourad, dans une lettre envoyée à Mohamed Boudiaf, disait[citation nécessaire] :

« Chaque révolution a son leader et la Révolution algérienne a Messali El Hadj, si on le trahit la Révolution sera trahie et d'autres qui n'ont jamais rêvé d'indépendance vont cueillir ses fruits. »

À l'éclatement de la Révolution algérienne, le 1er novembre 1954, Messali El Hadj, au nom du Parti du peuple algérien (PPA), a salué la révolution et l'a soutenue dans un message adressé à tous les militants du PPA et au peuple algérien dans lequel il déclare :[réf. nécessaire]

« La Révolution el moubaraka est là, il faut l'aider, la soutenir et adhérer pour qu'elle ne s'éteigne pas, sans se poser la question qui a donné l'ordre. »

### Crise berbériste
Le programme du PPA comporte seulement quatre points : création d'un gouvernement autonome par rapport à la France ; création d'un parlement algérien ; respect de la langue arabe et de la religion musulmane ; abrogation du Code de l'Indigénat ainsi que de toutes les lois d'exception.
Programme du MTLD : indépendance, abrogation du régime colonial, l'expropriation des grands moyens de production, la satisfaction des libertés démocratiques et une Constituante[réf. à confirmer].
Selon la revue ABC Amazigh[réf. à confirmer] , son fondateur dira : vu que la majorité écrasante des militants sont d'origine de la Kabylie au sein de l'Étoile nord-africaine, les Kabyles ont préféré élire Messali Hadj étant berbère arabophone de Tlemcen pour appâter les Arabes à l'intérieur du parti. Messali dira en priant Dieu: de la faire vivre et mourir en Kabylie.
La crise déborde lorsque le comité central a exclu certains membres du PPA et ce sont les Kabyles qui vont leur faire la guerre (Amar Ouamrane, Krim Belkacem, Belkacem Radjef,etc). Jacques Simon dira que Messali sera taxé[Par qui ?] d'autocrate et d'arabo-islamiste.
Hocine Aït Ahmed sera écarté de la tête de l'Organisation spéciale par la suite, il sera remplacé par Ahmed Ben Bella en 1949. Selon Bélaïd Abane, Amar Ould-Hamouda, Mohand Ou Idir Ait Amrane, Saïd Ali Yahya, Saïd Oubouzar, Rachid Ali Yahya, Hocine Ait Ahmed, etc, [réf. à confirmer] ils seront exclus après avoir voté pour l'Algérie algérienne (28 voix contre 32).

## Publication
- Messali Hadj (préface de Ahmed Ben Bella), Mémoires 1898-1938, Jean-Claude Lattès, Paris, 1982 ;  éd. ANEP, Alger 2006

#### Témoignages
- Benyoucef Benkhedda, Les Origines du 1er novembre 1954, Ed. Dahlab, Alger, 1989
- Djanina Messali-Benkelfat, Une vie partagée avec Messali Hadj, mon père, Hibr Editions, Alger, 2013

#### Ouvrages d'historiens
- Omar Carlier, « Mémoire, mythe et doxa de l'État en Algérie », in Raphaëlle Branche (dir.), La Guerre d'indépendance des Algériens, Paris, Perrin, « Tempus », pages 19–33
- Khaled Merzouk, Messali Hadj, Éditions El Dar Othmania, Alger, 2008  (ISBN 9789947810293)
- Jacques Simon, Messali Hadj (1898-1974) : la passion de l'Algérie libre, Paris, éd. Tirésias, 1998, 245-[8] (ISBN 2-908527-57-X, BNF 36985245)
- Benjamin Stora, Messali Hadj : pionnier du nationalisme algérien, Le Sycomore, 1982, L'Harmattan, 1986, RAHMA, 1991, Paris, Hachette, 2004
- Les Cahiers du centre fédéral, no 33, « Le retour de l'histoire. Messali Hadj », Centre Henri Aigueperse-UNSA éducation, 87 bis, avenue Georges-Gosnat 94200 Ivry-sur-Seine
- Nedjib Sidi Moussa, Algérie, une autre histoire de l’indépendance, Trajectoires révolutionnaires des partisans de Messali Hadj, Paris, PUF et Alger, éditions Barzakh, 2019.